# Hays (Texas)
Hays é uma cidade localizada no estado norte-americano de Texas, no Condado de Hays.

## Demografia
Segundo o censo norte-americano de 2000, a sua população era de 233 habitantes.
Em 2006, foi estimada uma população de 241, um aumento de 8 (3.4%).

## Geografia
De acordo com o United States Census Bureau tem uma área de
0,4 km², dos quais 0,4 km² cobertos por terra e 0,0 km² cobertos por água.

## Localidades na vizinhança
O diagrama seguinte representa as localidades num raio de 12 km ao redor de Hays.